# Museo Venanzo Crocetti

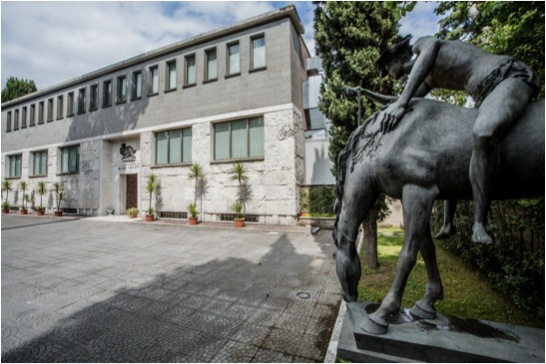
Entrada del Museo

El Museo Venanzo Crocetti es un museo de arte contemporáneo dedicado a la obra del escultor Italiano Venanzo Crocetti. El Museo está ubicado en Roma, en la Via Cassia, 492.

## Historia
El museo Venanzo Crocetti se encuentra en el edificio que durante muchos años fue el taller del artista. Ha sido subdividido en diversas salas en tres plantas de exposición.

## Organización
Conserva más de cien estatuas en bronces, esculturas en mármol, piedras, pinturas, obras sobre papel y documentos que abarcan un período de tiempo que va desde 1930 hasta 1998.
El Museo Crocetti acoge eventos y exposiciones dedicadas al arte contemporáneo.